# جون ألدن ماسون
جون ألدن ماسون (بالإنجليزية: John Alden Mason) هو لغوي أمريكي، ولد في 14 يناير 1885 في إنديانا في الولايات المتحدة، وتوفي في 7 نوفمبر 1967.